# Stenichneumon exsculptus
Stenichneumon exsculptus är en stekelart som först beskrevs av Heinrich Habermehl 1920.
Stenichneumon exsculptus ingår i släktet Stenichneumon och familjen brokparasitsteklar. Inga underarter finns listade i Catalogue of Life.